# カーペンターズ (アルバム)
カーペンターズ（原題："Carpenters"）は1971年5月13日にカーペンターズが発表したアルバム（LP盤）。

## 概要
セルフ・タイトルのアルバムであるため、やはりセルフ・タイトルであるビートルズの通称『ホワイト・アルバム』になぞらえて、日焼けした肌のような黄褐色が全面に染められたジャケットから「タン・アルバム(The Tan Album)」と通称されている。日本発売当時のアルバムの邦題は『ふたりの誓い〜カーペンターズ第三集』で、その後『スーパースター』への改名を経て、2000年に原題と同じくセルフ・タイトルとなった。
先行シングルの「ふたりの誓い」「雨の日と月曜日は」、シングル・カットされて大ヒットした「スーパースター」、バート・バカラックが作曲したヒット曲をカヴァーした「バカラック・メドレー」などを収録。「スーパースター」は元々、デラニー&ボニーが「グルーピー」というタイトルで発表した曲。その後、レオン・ラッセルが仕掛け人となり、ジョー・コッカーを中心としたツアー「マッド・ドッグス&イングリッシュメン」で、バック・コーラスを務めた女性シンガー、リタ・クーリッジをフィーチャーした曲として発表された際に「スーパースター」と改名された。同ヴァージョンは、ジョー・コッカー名義のライヴ盤『マッド・ドッグス&イングリッシュメン』に収録。カーペンターズは、ベット・ミドラーによるカヴァーを聴いて、自分達も取り上げることにした。歌詞のテーマは、ロック・スターに憧れるグルーピーで、カレン・カーペンターが抵抗感を抱いたため、歌詞の一部をソフトな内容に変えて歌われた。
「サタデイ」と「ドリシラ・ペニー」の2曲でリチャード・カーペンターがリードボーカルを務めている。

## 評価
4週間に渡って全米2位を獲得した。本アルバムでグラミー賞最優秀ボーカル・グループ賞を受賞した。

## 収録曲
Side 1
1. 雨の日と月曜日は（原題：Rainydays and Mondays）
作：ロジャー・ニコルズ、ポール・ウィリアムズ
2. サタデイ（原題：Saturday）
作詞：ジョン・ベティス、作曲：リチャード・カーペンター
3. あなたの影になりたい（原題：Let Me Be the One）
作：ロジャー・ニコルズ、ポール・ウィリアムズ
4. 愛は涙のために（原題：(A Place to) Hideaway）
作詞・作曲：ランディー・スパークス
5. ふたりの誓い（原題：For All We Know）
作：フレック・カーリンロブ、ウィルソンアーサー・ジェームズ

Side 2
1. スーパースター（原題：Superstar）
作：レオン・ラッセル、ボニー・ブラムレット
2. ドリシラ・ペニー（原題：Druscilla Penny）
作詞：ジョン・ベティス、作曲：リチャード・カーペンター
3. ワン・ラヴ（原題：One Love）
作詞：ジョン・ベティス、作曲：リチャード・カーペンター
4. バカラック・メドレー
  1. 去りし時を知って（原題：Knowing When to Leave）
  2. 涙でさようなら（原題：Make It Easy on Yourself）
  3. 愛の思い出（原題：(There's) Always Something There to Remind me）
  4. 恋よ さようなら（原題：I'll Never Fall in Love Again）
  5. ウォーク・オン・バイ（原題：Walk On By）
  6. サン・ホセへの道（英語版）（原題：Do You Know The Way to San Jose）
5. サムタイムス（原題：Sometimes）
作：フェリス・マンシーニ、ヘンリー・マンシーニ